# Phidiana semidecora
Phidiana semidecora is een slakkensoort uit de familie van de Facelinidae. De wetenschappelijke naam van de soort is voor het eerst geldig gepubliceerd in 1860 door Pease.